# Yongin FC
Yong-in FC (kor. 용인 시민축구단) – klub piłkarski z Korei Południowej, z miasta Yong-in, występujący w K3 League (3. liga).